# 1705 en santé et médecine
| Années de la santé et de la médecine : 1702 - 1703 - 1704 - 1705 - 1706 - 1707 - 1708    |
| Décennies de la santé et de la médecine : 1670 - 1680 - 1690 - 1700 - 1710 - 1720 - 1730 |

Cet article présente les faits marquants de l'année 1705 en santé et médecine.

## Événements
France
- Septembre : Édit pour établir des places de barbiers dans les villes où il n’y a point de justice royale[1].

Italie
- De nombreux décès soudains frappent Rome durant l’année : le pape Clément XI demande aux autorités sanitaires de la ville de mener une enquête et de procéder à des autopsies sur les individus concernés[2]

## Publications
- L'anatomiste français Raymond Vieussens publie Novum vasorum corporis humani systema, Amsterdam, apud Paulum Marret, 260 p. (lire en ligne), considéré comme l'un des premiers travaux classiques de cardiologie.
- Le chirurgien français Jean-Louis Petit publie L'Art de guérir les maladies des os, premier ouvrage significatif sur les maladies osseuses. L'auteur emploie pour la première fois le mot d'« ostéomalacie »[3].

## Naissances
- 2 janvier : Amadio Baldanzi (it) (mort en 1789), médecin italien.
- 24 février : Hieronymus David Gaubius (mort en 1780), médecin et chimiste allemand.
- 2 mars : Agostino Giuffrida (it) (mort en 1777), médecin italien.
- Mars : James Parsons (mort en 1770), médecin, né en Irlande, éduqué en France.
- 21 juin : David Hartley (mort en 1757), médecin et psychologue anglais.

## Décès
- 10 novembre : Justine Siegemund (née en 1636), sage-femme allemande.
- 19 décembre : Pirro Maria Gabrielli (né en 1643), médecin italien.

Date non précisée
- Sangyé Gyatso (né en 1653), régent du Tibet à l'époque du 5e dalaï-lama et celle du 6e dalaï-lama qui a influé sur l’histoire tibétaine mais également sur le développement de la médecine et de l’astrologie.